# Opéra de cueillette du thé

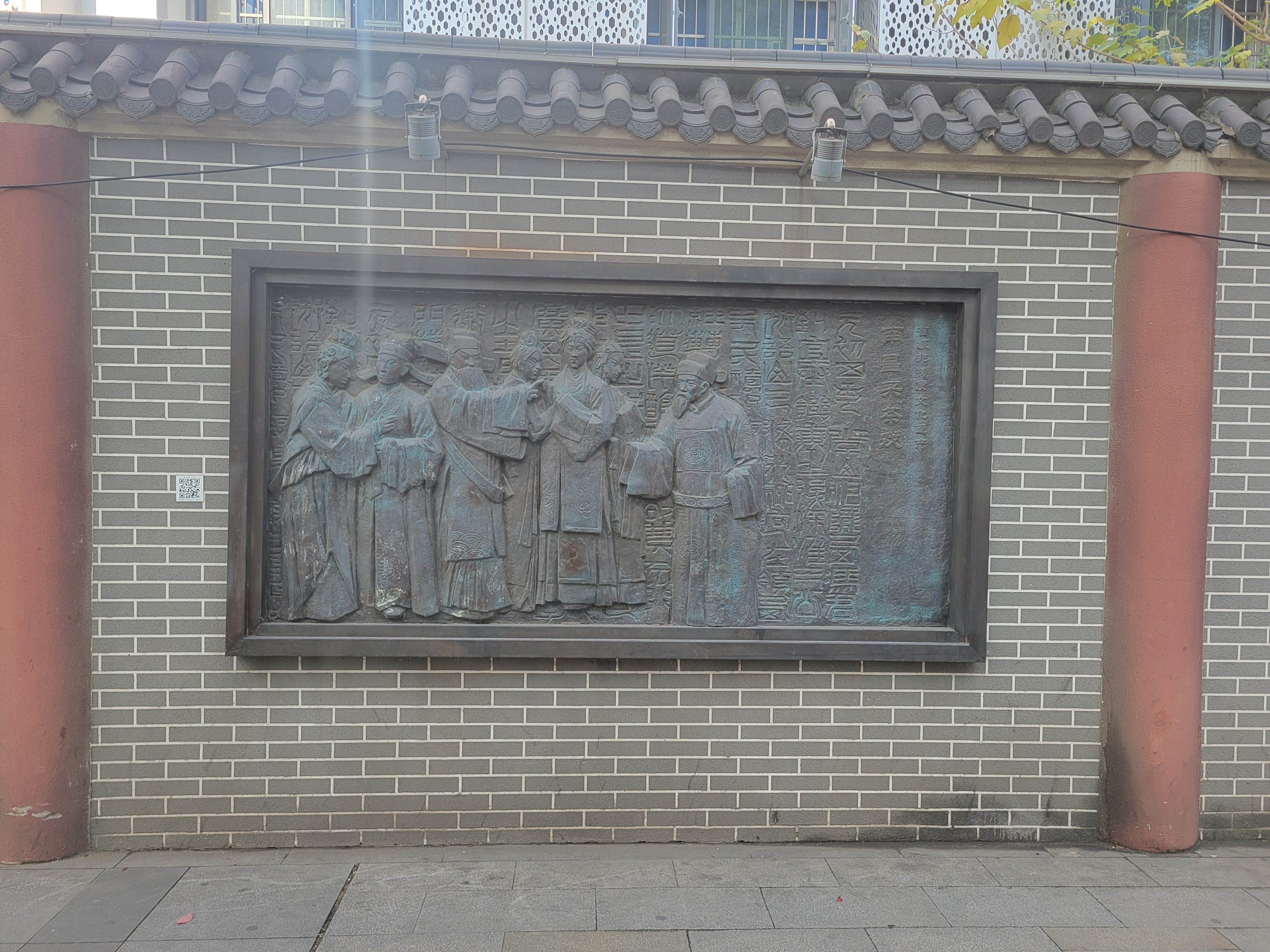
Gravure représentant un opéra de cueillette du thé

L'opéra de cueillette du thé (chinois simplifié : 采茶戏 ; chinois traditionnel : 采茶戲 ; pinyin : cǎichá xì ou encore chinois simplifié : 采茶调 ; chinois traditionnel : 采茶調 ; pinyin : cǎichá diào) est un opéra mineur folklorique pratiqué dans une grande partie du Sud de la Chine, et lié à l'activité de la cueillette des feuilles de thé. Elle a des liens de proximité avec le Caichashan ge (采茶山歌, chant de cueillette du thé de montagne) et le Huaguxi (花鼓戏, opéra de fleur et tambour).
On les trouve principalement dans les provinces du Hubei, Jiangxi, Anhui, Guangdong, Guangxi, Fujian et l'île de Taïwan.